# Piper malpasoense
Piper malpasoense är en pepparväxtart som beskrevs av M.C. Tebbs. Piper malpasoense ingår i släktet Piper och familjen pepparväxter. Inga underarter finns listade i Catalogue of Life.